# Горажде (Чорногорія)
Горажде (чорн. Goražde/Горажде) — село (поселення) в Чорногорії, підпорядковане общині Беране. Християнське поселення з населенням 560 мешканців.

## Населення
Динаміка чисельності населення (станом на 2003 рік):
- 1948 → 804
- 1953 → 802
- 1961 → 723
- 1971 → 737
- 1981 → 685
- 1991 → 599
- 2003 → 560

Національний склад села (станом на 2003 рік):
Слід зазначити, що перепис населення проводився в часи міжетнічного протистояння на Балканах й тоді частина чорногорців солідаризувалася з сербами й відносила себе до спільної з ними національної групи (називаючи себе югославами-сербами — дотримуючись течії панславізму). Тому, в запланованому переписі на 2015 рік очікується суттєва кореляція цифр національного складу (в сторону збільшення кількості чорногорців) — оскільки тепер чіткіше проходитиме розмежування, міжнаціональне, в самій Чорногорії.